# Gay Blog Br
Gay Blog Br é um portal de conteúdo de notícias brasileiro gratuito voltado para a comunidade LGBT. Fundado em 06 de julho de 2011, até 2017 manteve o humor como principal pilar de conteúdo. Atualmente aborda temas como atualidades, entretenimento, cultura, direitos, saúde, turismo, moda, estilo de vida, noite, marketing e tecnologia na diversidade.
Em junho de 2021, surgiu na SimilarWeb como o portal LGBT+ mais acessado no Brasil, com 2.086.110 pageviews no mês de abril de 2021.
Assinam como colunistas o engenheiro de tecnologia Orkut Büyükkökten, que criou a rede social Orkut; o ativista Todd Tomorrow; o psicanalista Eliseu Neto e o jornalista Vinícius Yamada, que também é editor-chefe do portal.

## Colunistas

### Eliseu Neto
Ativista e psicanalista, Eliseu Neto assina uma coluna no portal desde setembro de 2019, a convite do editor-chefe. Eliseu escreve crônicas semanalmente aos domingos.

### Joaquim Leães de Castro
Psicólogo especialista em sexualidade humana, Joaquim Leães de Castro assina uma coluna no Gay Blog Br abordando estudos e reflexões sobre a diversidade.

### Orkut Büyükkökten[2]
O criador do Orkut escreve no Gay Blog Br desde agosto de 2019. Sua coluna é mensal e reflete o avanço da tecnologia com relações humanas e saúde mental.

### Todd Tomorrow
Ativista de direitos humanos, Todd Tomorrow, nome artístico de Bruno Maia, é crítico de política e reflete sobre as pautas pró-diversidade do cotidiano.

### Vinícius Yamada
Em sua coluna, o editor-chefe do Gay Blog Br reflete sobre os assuntos que geraram mais engajamento nos assuntos do portal. Vinícius Yamada também faz críticas de cinema, música e publicidade com temáticas LGBT.

## Poc Awards
O portal é responsável pela premiação Poc Awards, que elege anualmente os destaques da música, cinema, política, ativismo e personalidades da diversidade. Ao todo são 24 categorias disponíveis para votação do público e do júri técnico. Alguns indicados ao prêmio são heterossexuais que de alguma maneira influenciaram ou defenderam a comunidade LGBT.

### 2018
O político Ciro Gomes foi o vencedor do Poc Awards na categoria "Boy Magia", destinada ao homem mais admirado pela comunidade LGBT.

### 2019
Entre os vencedores da premiação de 2019 estão Felipe Neto, Daniela Mercury, Porta dos Fundos, Jesuíta Barbosa, Titi Müller, Pabllo Vittar, Laerte Coutinho, David Miranda, Max Souza e Rodrigo Hilbert.

### 2020
Entre os vencedores do ano de 2020 estão Rita Von Hunty, Igor Cosso, Silvero Pereira, Luan Poffo, Duda Salabert, Erika Hilton, Thammy Miranda, Pabllo Vittar, Urias, Daniela Mercury, Lulu Santos, Gabeu, Bruno Branquinho, Xuxa, Padre Júlio Lancellotti, Neimar Kiga, Hugo Bonemer, Sâmia Bomfim, Felipe Neto, Marcelo Bechler, Latam, Museu da Diversidade Sexual, Instagram, Vittor Fernando, Netflix.